# Septum urorectale

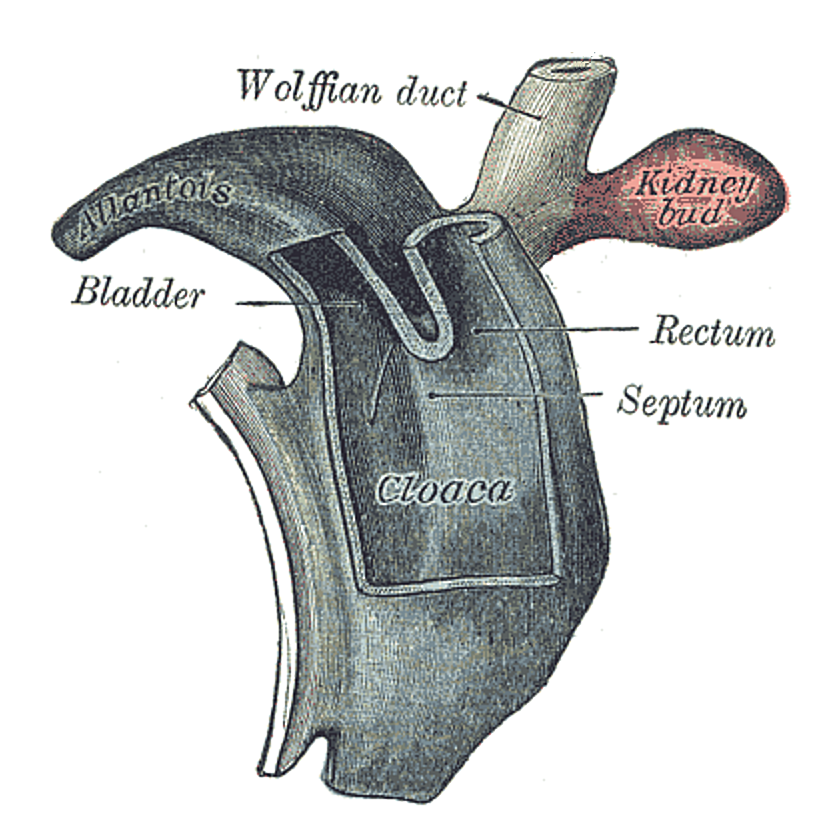
Septum urorectale

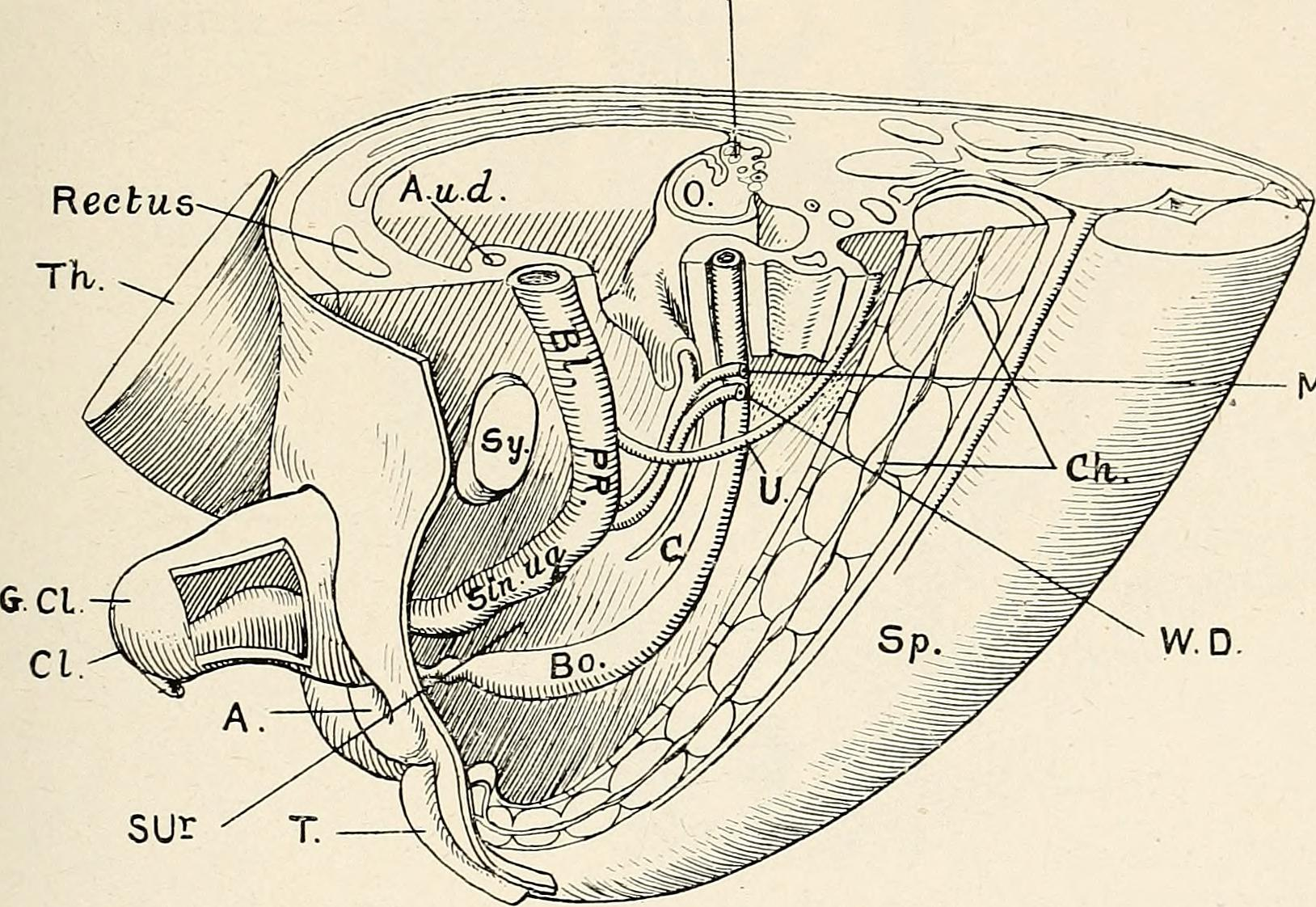
Model van het bekkengebied van een menselijk embryo van 29 mm. SUr: Septum urorectale

Het septum urorectale of urorectale septum is een plooi (tussenschot) van de cloaca, die bestaat uit twee verschillende mesodermale plooien. Het verdeelt de cloaca in een dorsaal deel (de endeldarm) en een ventraal deel (de sinus urogenitalis). In de loop van de vierde week (gerekend vanaf de laatste menstruatie) van de menselijke zwangerschap verdeelt de bovenste plooi (urorectale septum van Tourneux) de cloaca in de cranio-caudale richting. De twee onderste, laterale plooien (plooien van Rathke) verdelen het onderste gedeelte. De twee onderste plooien fuseren op mediaan niveau en komen craniaal samen bij de bovenste plooi waarmee ze samensmelten en zo het septum urorectale vormen.
Misvormingen kunnen fistels veroorzaken.

## Structuur
Het septum urorectale verdeelt de cloaca in twee delen:
- een dorsaal deel, dat deel uitmaakt van de dikke darm, dat de endeldarm en de anus vormt.[2]
- een ventraal deel, dat de sinus urogenitalis vormt.

Het septum urorectale wordt onderdeel van het perineale lichaam, dat helpt bij het vormen van het perineum. Het perineale lichaam is een piramidale fibromusculaire massa in de middenlijn van het perineum op de kruising tussen de urogenitale driehoek en de anale driehoek. Bij mannen bevindt het zich tussen de bulbus penis van de penis en de anus; bij vrouwen bevindt het zich tussen de vagina en de anus, ongeveer 1,25 cm voor de laatste en zo het septum urorectale vormen.

## Klinische betekenis
Misvorming van het septum urorectale kan leiden tot verschillende soorten fistels.
Bij vrouwen zijn er minstens vijf verschillende soorten fistels mogelijk. Al deze soorten omvatten de fusie van de urogenitale sinus en het uiteinde van de endeldarm, waardoor de endeldarm in de vagina eindigt.  Dit kan worden geassocieerd met de baarmoeder in de normale positie, posterieur aan de endeldarm of een uterus bicornis baarmoeder.
Bij mannen zijn er minstens drie verschillende soorten fistels mogelijk.  De endeldarm kan de urogenitale sinus na de geboorte binnendringen, waarbij de urogenitale sinus anwezig blijft. De endeldarm kan de urogenitale sinus volledig vervangen, in welk geval kan het ook de urineblaas vervangen en ervoor zorgen dat de urineleiders erin uitmonden.
Urorectale septummisvorming wordt geassocieerd met een aantal andere geboorteafwijkingen, waaronder spina bifida, doofheid, heiligbeen hypoplasie, atriumseptumdefect, ventrikelseptumdefect, tetralogie van Fallot en musculoskeletale aandoeningen van de ledematen. Vooral vanwege deze associaties overleeft tot 20% van de kinderen die met septum urorectale misvorming worden geboren, op de lange termijn mogelijk niet.  De uitkomsten van correctieve chirurgie op een urorectaalseptumfistel zijn erg goed.